# Альфред Бесядецький
Альфред Бесядецький (пол. Alfred Biesiadecki; 13 березня 1839, Дукля, Лемківщина (нині Підкарпатське воєводство, Польща) — 31 березня 1889) — польський лікар, доктор медицини, довголітній президент «Галицького лікарського товариства».

## Життєпис

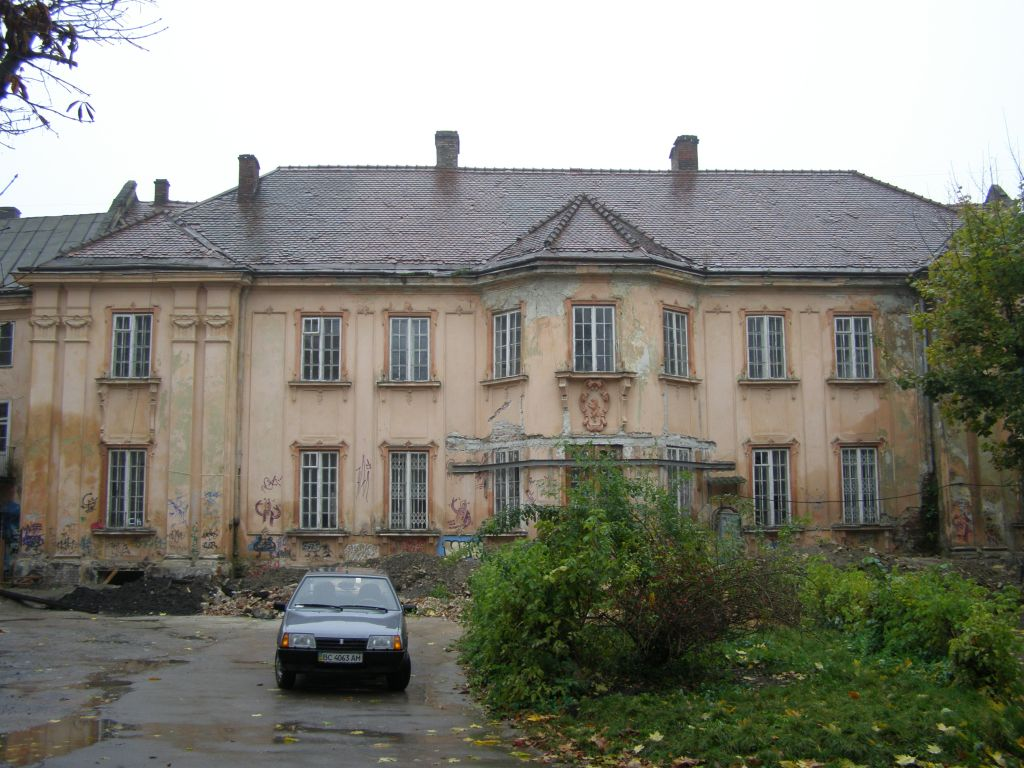
палац у Львові

Народився 13 березня 1839 року в м. Дукля, на Лемківщині (нині Підкарпатське воєводство, Польща).
У 1856—1857 роках мав лікарські студії у Відні, тут 1862-го став доктором медицини і хірургії, в 1863 — магістром акушерства. Потім працював тут у громадському шпиталі, три роки був асистентом. 1865 року лікарський відділ Віденського університету призначив його асистентом закладу паталогічної анатомії (керівник проф. К. Рокітнянський пол. K. Rokitniański). Під його керівництвом ряд праць виконали: Паґенштехер з Гайдельбергу, Кессель з Гайссена, Ворохін з С.-Петербурга, Коллінз Воррен і Г. Дербі з Бостону, Гот і Янґ з Ню Йорку. Восени 1868 року став завідувачем кафедри патанатомії у Кракові. 1875 року став деканом виділу лікарського, начільний референт громадського здоров'я намісництва у Львові. Довголітній президент «Галицького лікарського товариства». Власник палацу у Львові (тепер звично називають його ім'ям).
Автор чисельних праць з медицини. Похований на Личаківському цвинтарі у Львові.

## Нагороди
- Орден Залізної Корони ІІІ ступеня[4].